# Osprey Osprey I
Osprey GP2 Osprey, còn gọi là Air Skimmer, Sea Skimmer, hay Pereira GP2 Osprey, là một loại tàu bay một chỗ, do Eut Tileston thiết kế dưới hợp đồng với George Pereira.

## Tính năng kỹ chiến thuật (Osprey I)
Dữ liệu lấy từ 
Đặc tính tổng quát
- Kíp lái: 1
- Chiều dài: 17 ft 3 in (5,26 m)
- Sải cánh: 23 ft (7,0 m)
- Chiều cao: 5 ft 3 in (1,60 m)
- Diện tích cánh: 97 foot vuông (9,0 m2)
- Trọng lượng rỗng: 600 lb (272 kg)
- Trọng lượng có tải: 900 lb (408 kg)
- Trọng lượng cất cánh tối đa: 1.560 lb (708 kg)
- Động cơ: 1 × Continental C-90 , 90 hp (67 kW)

Hiệu suất bay
- Vận tốc hành trình: 103 kn; 190 km/h (118 mph)
- Vận tốc có thể điều khiển nhỏ nhất: 48 kn; 89 km/h (55 mph)
- Vận tốc lên cao: 2.200 ft/min (11 m/s)
- Tải trên cánh: 9,3 lb/foot vuông (45 kg/m2)